# Gösta Jansson (läkare)
Carl Gösta Jansson, född 8 mars 1887 i Pargas, död 5 augusti 1971 i Helsingfors, var en finländsk läkare.
Jansson blev medicine och kirurgie doktor 1924 och var docent i medicinsk radiologi vid Helsingfors universitet 1927–1951. Han var verksam vid Maria sjukhus och Kirurgiska sjukhuset i Helsingfors och intog under hela denna tid en ledande ställning inom finländsk röntgenologi. Han tilldelades professors titel 1951.